# Jörg Guido Hülsmann
Jörg Guido Hülsmann (1966 - ) est un économiste allemand. Il est professeur des universités à la Faculté de Droit, d'Économie et de Gestion de l'Université d'Angers. Par ailleurs, il est membre de l'Académie européenne, membre correspondant de l'Académie pontificale pour la vie et Senior Fellow au Mises Institute.

## Vie
De 1986 à 1991 Hülsmann parcourt des formations universitaires en ingénierie mécanique, sciences économiques et philosophie à Berlin. Pendant l'année universitaire 1991-1992, il participe à un programme d'échange avec l'ESC Toulouse et, dans ce cadre, rédige une thèse comparant l'école de régulation néo-marxiste à l'école ordo-libérale de Fribourg-en-Brisgau. Puis il retourne à Berlin pour des études doctorales sous la direction du Pr Hans-Hermann Lechner et obtient son doctorat ès sciences économiques en 1996. En janvier 1997, Lew Rockwell demande à Hülsmann d'écrire une biographie de Ludwig von Mises, un projet qu'il achèvera en 2007. Lauréat du concours national d'agrégation, il est nommé professeur des universités et installé à l'Université d'Angers en septembre 2004.

## Œuvre
Hülsmann est l'auteur de huit ouvrages, a édité ou coédité sept autres livres et a publié de nombreux articles de journaux et chapitres de livres. Ses écrits ont été traduits en vingt langues et ont reçu des prix et de nombreuses recensions.
Son ouvrage L'éthique de la production de monnaie a été publié également en allemand, anglais, italien, roumain, polonais, chinois, perse, turque et espagnol. Sa biographie de Ludwig von Mises a été traduite en russe, polonais et en chinois. En Chine, l'université Renmin a organisé une conférence d'une journée entière autour de l'édition chinoise du livre en septembre 2016.
Dans son ouvrage Abundance, Generosity, and the State publié en 2024, il analyse les différentes manières de la transmission gratuite de biens économiques. Le philosophe David Gordon en fit l'éloge en ces termes : "Il est rare de rencontrer un livre qui a le potentiel de remodeler notre façon de voir l'économie, mais Guido Hülsmann a fait exactement cela dans Abundance, Generosity, and the State (Abondance, générosité et l'État). Hülsmann est l'un des principaux théoriciens de l'école autrichienne, mais il a toujours abordé les problèmes d'une manière originale, et cette qualité se manifeste « abondamment » dans ce livre exceptionnel."
Hülsmann s'est également fait connaître en tant qu'économiste ayant correctement anticipé la crise financière de 2001, en tant que fervent critique des "banques à réserves fractionnaires", en tant que critique de la théorie de la préférence temporelle de l'intérêt, pour son "réexamen" de la théorie autrichienne du capital, ouvrant de nouvelles perspectives sur la vénérable Controverse des deux Cambridge et en tant que partisan de l'idée que les lois économiques sont des lois a priori contrefactuelles, plutôt que des régularités empiriques.

## Activité pédagogique
Hülsmann dirige un M2 en droit et finance (cours dispensés en anglais) et co-dirige une double licence en droit et économie à l'Université d'Angers. Il dirige des thèses doctorales à l'Université d'Angers et a été membre de jurys de thèse dans d'autres universités.

## Ouvrages
- Kritik der Dominanztheorie (1993)
- Logik der Währungskonkurrenz (1996)
- The Last Knight of Liberalism(2007)
- Déflation et liberté (2008)
- L'éthique de la production de monnaie (2010)
- Krise der Inflationskultur (2013)
- Abundance, Generosity, and the State(2024)
- Ordnung und Anarchie (2007/2024)

## Prix
- Hayek-Medaille (2023)[16]
- Prix du livre libéral (2012)[17]